# Jason Robinson (rugbysta)
Jason Thorpe Robinson (ur. 30 lipca 1974 w Leeds) – angielski rugbysta, skrzydłowy lub obrońca. Zdobywca Pucharu Świata w 2003.
Karierę zaczynał w rugby trzynastoosobowym (rugby league) w Hunslet w 1991. W latach 1992–2000 był zawodnikiem klubu z Wigan (Warriors), w tym okresie jednym z najlepszych zespołów w Wielkiej Brytanii. Występował w reprezentacji Anglii i Wielkiej Brytanii. W 1996 krótko był graczem Bath, drużyny występującej w rozgrywkach rugby union.
Na stałe do rugby piętnastoosobowego przeniósł się w 2000, po wygaśnięciu kontraktu w Wigan. Został graczem Sale Sharks, grał w tym zespole do 2007. W 2006 poprowadził Sharks do zwycięstwa w Premiership. W reprezentacji Anglii debiutował zimą 2001 w meczu z Włochami. Był ważną częścią zwycięskiego zespołu w 2003. W latach 2003–2004 pełnił funkcję kapitana drużyny. W jednym z pierwszych spotkań Pucharu Świata 2007 odniósł kontuzję, później jednak wrócił do składu i wraz z kolegami dotarł do finału.
Za sportowe osiągnięcia został odznaczony Orderem Imperium Brytyjskiego. Nominowany do nagrody dla zawodnika roku 2002 według IRB.